# Demografia do Barém
O Barém possuí uma população de 1,4 milhão de habitantes e uma densidade demográfica de 1.189,5 hab./km², sendo o sétimo (7°) país mais densamente povoado.

Crescimento populacional do Bahein.

## Dados demográficos
População Total: 1.442.659 habitantes, segundo estimativa para 2017.
Grupos Étnicos: O Barém é um país com uma presença em massa de imigrantes, somente 46% da população é de origem baremita. Povos do sul da Ásia, especialmente os indianos compõem 45,5% da população. Outros grupos étnicos árabes formam 4,7% da população, africanos 1,6%, europeus 1% e outros grupos étnicos 1,2%.
Religião: A religião oficial do país é o Islamismo, porém o governo cede liberdade de culto para os cidadãos. Cerca de 70,3% da população baremita é muçulmana, 14,5% cristã, 9,8% hindu, 2,5 budista 0,6 judia e 1% fiéis de religiões tradicionais. Outras religiões, agnósticos e ateus somam 2,1%.
Idiomas: O idioma oficial do Barém é o árabe, porém o inglês está muito presente na mídia. Idiomas como o persa, o curdo e o hindi também se fazem presentes no país.[carece de fontes?]
IDH: 0,846 (muito alto)[carece de fontes?]
Expetativa de Vida: 76,4 anos.
Alfabetização: cerca de 95% da população é alfabetizada, sendo alfabetizados 96% dos homens e 94% das mulheres.

## Pirâmide etária

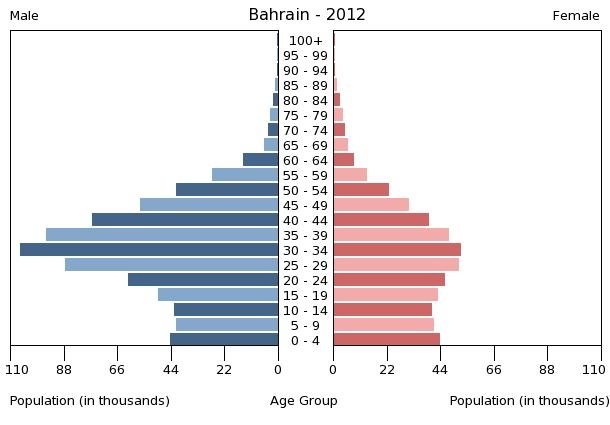
Pirâmide etária do Barém em 2012.

A grande maioria da população do Bahein está na faixa dos 15 aos 64 anos, sendo assim, tende a ter um grande número de idosos no futuro.
| Faixa Etária | Homens  | Mulheres | Total     | %     |
| ------------ | ------- | -------- | --------- | ----- |
| Total        | 951.312 | 549.804  | 1.501.116 | 100   |
| 0-4          | 55.654  | 53.438   | 109.092   | 7,27  |
| 5-9          | 50.901  | 48.741   | 99.642    | 6,63  |
| 10-14        | 44.789  | 43.138   | 87.927    | 5,86  |
| 15-19        | 40.082  | 36.910   | 76.992    | 5,13  |
| 20-24        | 65.637  | 43.542   | 109.179   | 7,27  |
| 25-29        | 148.268 | 61.221   | 209.489   | 13,96 |
| 30-34        | 156.455 | 59.541   | 215.996   | 14,39 |
| 35-39        | 118.758 | 50.858   | 169.616   | 11,30 |
| 40-44        | 86.853  | 41.047   | 127.900   | 8,52  |
| 45-49        | 65.842  | 32.110   | 97.952    | 6,53  |
| 50-54        | 46.027  | 27.542   | 73.569    | 4,90  |
| 55-59        | 33.189  | 20.929   | 54.118    | 3,61  |
| 60-64        | 18.604  | 12.885   | 31.489    | 2,10  |
| 65-69        | 9.750   | 7.127    | 16.877    | 1,12  |
| 70-74        | 4.633   | 4.288    | 8.921     | 0,59  |
| 75-79        | 3.064   | 3.244    | 6.308     | 0,42  |
| 80-84        | 1.524   | 1.773    | 3.297     | 0,22  |
| 85+          | 1.282   | 1.470    | 2.752     | 0,18  |

## Censos
O primeiro censo oficial foi realizado em 1941 e o último em 2010.
| Ano do censo | População | %       |
| ------------ | --------- | ------- |
| 1941         | 74.040    | -       |
| 1950         | 116.000   | + 63,1% |
| 1960         | 162.000   | + 39,7% |
| 1970         | 212.000   | + 30,9% |
| 1980         | 358.000   | + 68,9% |
| 1990         | 493.000   | + 37,7% |
| 2000         | 638.000   | + 29,4% |
| 2010         | 1.262.000 | + 97,8% |